# Yorosen!
 (décembre 2023).
Si vous disposez d'ouvrages ou d'articles de référence ou si vous connaissez des sites web de qualité traitant du thème abordé ici, merci de compléter l'article en donnant les références utiles à sa vérifiabilité et en les liant à la section « Notes et références ».
 Yorosen!  (よろセン!), abréviation de Yoroshiku, Sensei! (よろしくセンセイ) est une courte émission de télévision japonaise.

## Présentation
L'émission est animée par les membres des groupes de J-pop du Hello! Project : Morning Musume, Berryz Kōbō et °C-ute ; Erina Mano anime également une brève séquence en fin d'émission. Elle est diffusée du lundi au vendredi vers 1 heure du matin sur la chaine TV Tokyo, du 6 octobre 2008 au 7 mars 2009. La durée de l'émission est de 7 minutes. Elle remplace une émission similaire du H!P : Berikyū.
Chaque semaine est animée par un des groupes, et est consacrée à un sujet différent (sports, animaux, etc.). Chacune à son tour, l'une des membres joue le rôle d'une enseignante présentant de manière ludique le sujet du jour à une classe d'élèves interprétés par les autres membres. 
Chaque groupe a participé à 8 des 24 semaines d'émissions, traitant en tout 23 sujets différents, Morning Musume ayant exceptionnellement traité un même sujet sur deux semaines avec un même "professeur". Chaque sujet a été présenté par une des 23 participantes à tour de rôle ; deux des neuf membres de Morning Musume n'ont donc pu interpréter l'enseignante de leur propre groupe : Sayumi Michishige et Jun Jun serviront à la place de professeurs aux deux autres groupes, composés chacun de sept membres. En février 2009, Michishige participe également aux émissions présentée par C-ute en remplacement de Kanna Arihara, alors mise en repos.
Une controverse nait à la suite de l'épisode du 4 décembre 2008 animé par °C-ute : la semaine est consacrée aux grands personnages historiques, et l'épisode du jour à Adolf Hitler, présenté de manière positive et sympathique ; le ton léger des interventions des participantes sur un tel sujet choque une partie des télé-spectateurs, et la chaine et la production sont obligées de présenter des excuses publiques, reconnaissant un contenu inapproprié dû selon eux à une mauvaise connaissance de l'histoire de la part des responsables de l'émission. Peu après en février est annoncée la fin de la collaboration entre le Hello! Project et la compagnie de production de l'émission, SSM, collaboration qui aura duré onze ans, depuis les débuts du H!P au temps de l'émission Asayan ; Yorosen! s'arrêtera en conséquence le mois suivant. Ses épisodes sont édités en DVD durant l'année, en sept volumes.

## Participantes
- Morning Musume (Ai Takahashi, Risa Niigaki, Eri Kamei, Sayumi Michishige, Reina Tanaka, Koharu Kusumi, Aika Mitsui, Junjun, Linlin)
- Berryz Kōbō (Saki Shimizu, Momoko Tsugunaga, Chinami Tokunaga, Māsa Sudō, Miyabi Natsuyaki, Yurina Kumai, Risako Sugaya)
- °C-ute (Maimi Yajima, Chisato Okai, Saki Nakajima, Airi Suzuki, Mai Hagiwara, Erika Umeda, Kanna Arihara
- Erina Mano

## Épisodes
| Semaine | Épisodes | Période de diffusion             | Professeur        | Élèves             | Sujet                   |
| ------- | -------- | -------------------------------- | ----------------- | ------------------ | ----------------------- |
| 1       | 1-5      | 2008.10.06 - 2008.10.10          | Reina Tanaka      | Morning Musume     | Premiers ministres      |
| 2       | 6-10     | 2008.10.13 - 2008.10.17          | Koharu Kusumi     | Morning Musume     | Sumo                    |
| 3       | 11-15    | 2008.10.20 - 2008.10.24          | Ai Takahashi      | Morning Musume     | Période Edo             |
| 4       | 16-20    | 2008.10.27 - 2008.10.31          | Eri Kamei         | Morning Musume     | Thon                    |
| 5       | 21-25    | 2008.11.03 - 2008.11.07          | Risako Sugaya     | Berryz Kobo        | Fantasy                 |
| 6       | 26-30    | 2008.11.10 - 2008.11.14          | Saki Shimizu      | Berryz Kobo        | Yakiniku                |
| 7       | 31-35    | 2008.11.17 - 2008.11.21          | Momoko Tsugunaga  | Berryz Kobo        | Matériel électronique   |
| 8       | 36-40    | 2008.11.24 - 2008.11.18          | Airi Suzuki       | C-ute              | Golf                    |
| 9       | 41-45    | 2008.12.01 - 2008.12.05          | Saki Nakajima     | C-ute              | Personnages historiques |
| 10      | 46-50    | 2008.12.08 - 2008.12.12          | Yurina Kumai      | Berryz Kobo        | Mode                    |
| 11      | 50-55    | 2008.12.15 - 2008.12.19          | Maimi Yajima      | C-ute              | Plats internationaux    |
| 12      | 56-60    | 2008.12.22 - 2008.12.26          | Erika Umeda       | C-ute              | Bonbons                 |
|         |          | semaine sans diffusion           |                   |                    |                         |
| 13      | 61-66    | 2009.01.05 - 2009.01.09 et 01.12 | Risa Niigaki      | Morning Musume     | Passage à l'âge adulte  |
| 14      | 67-70    | 2009.01.13 - 2009.01.16          | Aika Mitsui       | Morning Musume     | Animaux                 |
| 15      | 71-74    | 2009.01.19 - 2009.01.22          | Aika Mitsui       | Morning Musume     | Animaux                 |
| 16      | 75-80    | 2009.01.23 et 2009.01.26 - 01.30 | Lin Lin           | Morning Musume     | Chine                   |
| 17      | 81-85    | 2009.02.02 - 2009.02.06          | Kanna Arihara     | C-ute & Michishige | Arts                    |
| 18      | 86-90    | 2009.02.09 - 2009.02.13          | Chisato Okai      | C-ute & Michishige | Sports                  |
| 19      | 91-95    | 2009.02.16 - 2009.02.20          | Sayumi Michishige | C-ute              | Trains                  |
| 20      | 96-100   | 2009.02.23 - 2009.02.27          | Jun Jun           | Berryz Kobo        | Boites de repas         |
| 21      | 101-105  | 2009.03.02 - 2009.03.06          | Miyabi Natsuyaki  | Berryz Kobo        | Jeux                    |
| 22      | 106-110  | 2009.03.09 - 2009.03.13          | Chinami Tokunaga  | Berryz Kobo        | Écologie                |
| 23      | 111-115  | 2009.03.16 - 2009.03.20          | Maasa Sudo        | Berryz Kobo        | Ping pong               |
| 24      | 116-120  | 2009.03.23 - 2009.03.27          | Mai Hagiwara      | (rediffusions)     | Récapitulation          |

## DVD
1. Yorosen! Vol.1 (2009.09.30)
2. Yorosen! Vol.2 (2009.09.30)
3. Yorosen! Vol.3 (2009.10.28)
4. Yorosen! Vol.4 (2009.10.28)
5. Yorosen! Vol.5 (2009.11.25)
6. Yorosen! Vol.6 (2009.11.25)
7. Yorosen! Vol.7 (2009.12.23)